# Aeroportul Olilit-Saumlaki
Aeroportul Olilit-Saumlaki (IATA: SXK, ICAO: WAPS) este un aeroport din Wertamrian⁠(d), Kepulauan Tanimbar⁠(d), Maluku⁠(d), Indonezia ce deservește zona Saumlaki⁠(d). A fost numit după Mathilda Batlayeri⁠(d).
Situat la o altitudine de 24 m, aeroportul dispune de o singură pistă.